# Rusan, Albania
Rusan là một cộng đồng ở hạt Vlorë của Albania. ☃☃ Nó là một phần của đô thị Delvinë. ☃☃ Ngôi làng có người Hồi giáo gốc Albani. Trong làng được tìm thấy Nhà thờ Hồi giáo Gjin Aleksi.